# Suncus malayanus
Suncus malayanus är en däggdjursart som först beskrevs av Cecil Boden Kloss 1917.  Suncus malayanus ingår i släktet Suncus och familjen näbbmöss. IUCN kategoriserar arten globalt som otillräckligt studerad. Inga underarter finns listade i Catalogue of Life.
Arten förekommer på södra Malackahalvön. Den lever i kulliga områden och i bergstrakter mellan 200 och 1000 meter över havet. Suncus malayanus vistas i skogar.